# Rafael García González
Rafael García González (* 10. Mai 1926; † 8. November 1994) war ein mexikanischer Geistlicher und römisch-katholischer Bischof von León.

## Leben
Rafael García González empfing am 2. April 1949 das Sakrament der Priesterweihe für das Erzbistum Guadalajara.
Am 10. Juli 1972 ernannte ihn Papst Paul VI. zum Titularbischof von Urbs Salvia und zum Weihbischof in Guadalajara. Der Erzbischof von Guadalajara, José Salazar López, spendete ihm am 15. August desselben Jahres die Bischofsweihe; Mitkonsekratoren waren der Bischof von San Juan de los Lagos, Erzbischof Francisco Javier Nuño y Guerrero und der Bischof von Ciudad Obregón, Miguel González Ibarra.
Am 30. Mai 1974 wurde er zum Bischof von Tabasco ernannt.
Papst Johannes Paul II. ernannte ihn am 4. Januar 1992 zum Bischof von León.